# Le Royaume des guerriers

Le Royaume des guerriers (江山美人, Kong Saan Mei Yan) est un film hongkongais réalisé par Ching Siu-tung, sorti en 2008.

## Synopsis
Plusieurs royaumes s'affrontent pour le contrôle du pays. Yen Feier devient impératrice après la mort de son père durant une bataille. Elle s'allie avec Muyong Xuehu pour protéger le royaume alors que son cousin envoie des tueurs l'assassiner.

## Fiche technique
- Titre : Le Royaume des guerriers
- Titre original : Kong saan mei yan
- Réalisation : Ching Siu-tung
- Scénario : James Yuen et Cheung Tan
- Photographie : Zhao Xiaoding
- Pays d'origine : Hong Kong
- Format : Couleurs - 2,35:1 - Dolby Digital - 35 mm
- Genre : Action, historique
- Durée : 99 minutes
- Date de sortie : 2008

## Distribution
- Donnie Yen (VFB : Mathieu Moreau) : Muyong Xuehu
- Guo Xiaodong (VFB : Alexandre Crépet) : Hu Ba
- Kou Zhenghai (VFB : Patrick Donnay) : Teng Bochang
- Kelly Chen (VFB : Alexandra Corréa) : Yen Feier
- Leon Lai (VFB : Philippe Allard) : Duan Lanquan
- Liu Weihua : roi Yan
- Zhang Shan (VFB : Jean-Paul Dambermont) : roi Zhao
- Zhou Bo : Jia Ao
- Yan Jie (VFB : Pierre Lognay) : prince Zhao
- Daichi Harashima : jeune Muyong Xuehu
- Yang Yi-yi  : jeune Yan Feier
- Zhou Zhonghe : prêtre
- Asoka Liu : aide du prêtre
- Wang Dong-dong : préposé de Yan
- Liu Xinyi : préposé de Yan

## Titres alternatifs
- An Empress and the Warriors (titre anglais)
- Cesarzowa i wojownicy (Pologne)
- Das Königreich der Yan (Allemagne)
- Kingdom of War - Le royaume des guerriers (France)
- Jiang shan mei ren (Mandarin)